# 岡崎市地域交流センター六ツ美分館・悠紀の里
岡崎市地域交流センター六ツ美分館・悠紀の里（おかざきしちいきこうりゅうセンターむつみぶんかん ゆきのさと）は、岡崎市中島町にある公共施設。

## 沿革
1994年（平成6年）、都市計画道路衣浦岡崎線の事業計画が発表され、岡崎市中島町にある悠紀斎田（大正4年の大嘗祭で献穀の用に供した田）の移転問題が発生する。2000年（平成12年）6月、斎田を同計画道路沿いに移動し、あわせてコミュニティー広場を整備する構想が生まれる。2003年（平成15年）8月には悠紀の里コミュニティー開設準備委員会が設立された。
2013年（平成25年）6月9日、建物と広場が完成。建物の中の歴史民俗資料室がひとまずオープンする。200平方メートルの広さを持つ斎田も整備された。総事業費約9億円。毎年6月第1日曜日に行われている「六ツ美悠紀斎田お田植えまつり」であるが、この年は悠紀の里のオープン日にあわせて6月9日に開催された。
2015年（平成27年）2月15日、全館オープン。ホール、乳幼児室（プレイルーム）、活動室などが新たに設置された。同日より「特定非営利活動法人岡崎まち育てセンター・りた」が指定管理者として管理を行うこととなった。
歴史民俗資料室には、大正4年当時に使用した鍬や桶、鎌などの農耕具をはじめとする貴重品約150点が展示されている。また、床一面に当時の古地図がプリントタイルカーペットで表現されている。

## 施設の案内

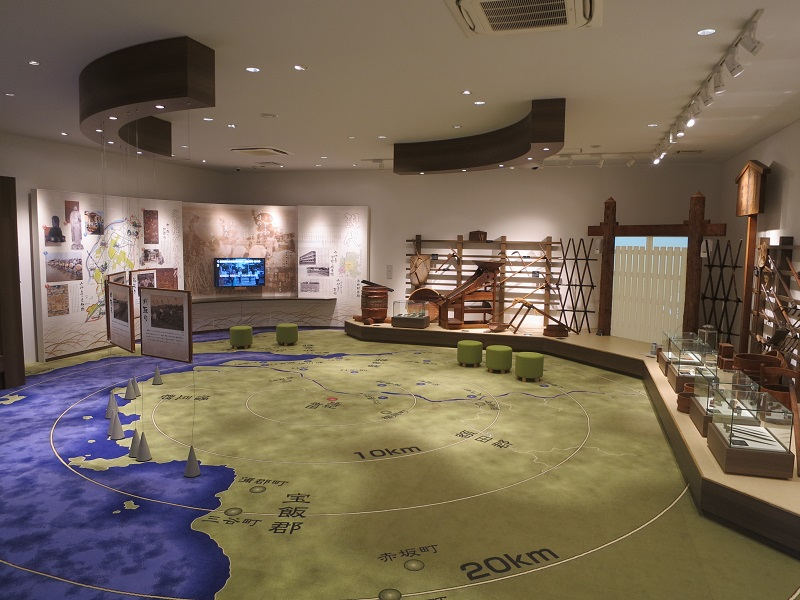
歴史民俗資料室

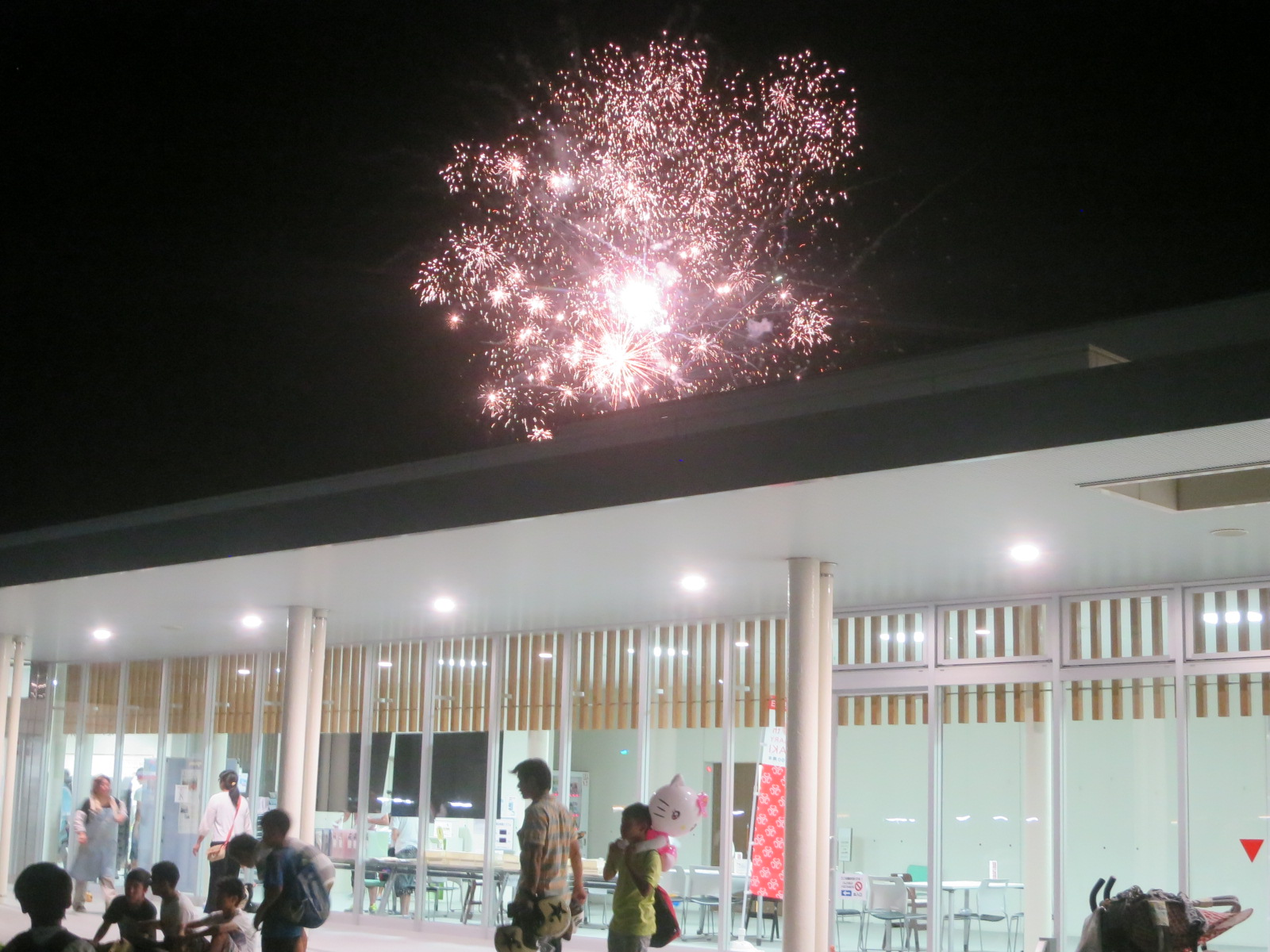
六ツ美南部学区ふれあい夏まつり

利用時間は9:00～21:00。休館日は月曜日（祝日の場合は翌日）、12月29日から1月3日まで。
| 区分             | 定員  | 備考                               |
| ---------------- | ----- | ---------------------------------- |
| 研修室A          | 15人  | 有料。岡崎市の市民活動団体は半額。 |
| 研修室B          | 15人  | 同上                               |
| 第1活動室        | 16人  | 同上                               |
| 第2活動室 (和室) | 24人  | 同上                               |
| 第3活動室        | 16人  | 同上                               |
| ホール           | 200人 | 同上                               |
| プレイルーム     |       | 無料。授乳室完備。                 |
| 歴史民俗資料室   |       | 無料。                             |

## 交通アクセス

### 鉄道・バス（公共交通機関）
- 名鉄名古屋本線「東岡崎駅」南口13番のりばから「西尾」行き路線バスに乗車、「長池公園前」バス停下車、徒歩5分。
- JR東海道本線、愛知環状鉄道・愛知環状鉄道線「岡崎駅」西口のりばから「下青野経由西尾」行き路線バスに乗車、「長池公園前」バス停下車、徒歩5分。
- JR東海道本線、愛知環状鉄道・愛知環状鉄道線「岡崎駅」西口のりばから「高須経由西尾」行き路線バスに乗車、「中島」バス停下車、徒歩10分。

### 道路（自家用車）
東名高速道路岡崎インターチェンジ西交差点から衣浦海底トンネルを結ぶ「都市計画道路衣浦岡崎線」（25.7キロ）が2014年3月28日、全面開通した。未開通区間だった「岡崎市地域交流センター六ツ美分館・悠紀の里」前～「中島町上野」交差点間と、岡崎市中村町～正名町間の計1キロが開通したことに伴い、25.7キロが1本の道でつながった。